# Нойройт (Карлсруэ)
Нойройт (нем. Neureut) — самый северный район немецкого города Карлсруэ, который когда-то был отдельным городом, самым крупным в земле Баден-Вюртемберг (сегодня примерно 18.000 жителей), и был включён в состав города Карлсруэ 14 февраля 1975 года в принудительном порядке.
Название «Neureut» происходит от словосочетания «Neue Rodung» («новое корчевание» или «новая очистка»), так как построен на месте, где ранее был выкорчеван участок леса для строительства поселения.
Расположен рядом с городскими районами Вальдштадт на западе, Остштадт и Нордштадт на юге, Нордвестштадт на юго-западе и Книлинген на западе.

## История
- 1260[1] год — основание маркграфом Бадена Рудольфом I[1]
- 1699 год — основание общины Вельшнойройта (нем. Welschneureut) Фридрихом VII (маркграфом Баден-Дурлаха) для принятия южно-французских религиозных беженцев[1] (часто называемых вальденсами, в действительности это были гугеноты)
- 1913 год — создание системы очистных сооружений, позднее расширенной для всего Карлсруэ
- 1914 год — Нойройт снабжается электроэнергией благодаря важному для фронта производству продуктов питания, которое осуществляет фабрика мацы «Штраус».Matzenfabrik Strauss
- 1921 год — строительство поселения «Gartensiedlung», позже «Heidesiedlung», на границе с Карлсруэ
- 1928 год — первые дома поселения появляются на Гильдештрассе
- 1935 год — присоединение общины Вельшнойройт, переименование объединённой общины в „Neureut (Baden)“
- 1943 год — тяжелые удары американской военной авиации
- 1949 год — основание поселения на бывшем учебном плаце, чтобы принимать переселенцев из Богемии (Чехии), Моравии и Судет
- 1959 год — строительство американских казарм
- 1960 год — строительство генеральной военной казармы бундесвера
- 1964 год — открывается закрытый бассейн Халленбад (нем. Hallenbad)
- 1975 год — вопреки сильному сопротивлению со стороны населения Нойройта, он включен в состав города Карлсруэ; открыта железная дорога Хардтбан (ныне городская электричка S1/S11)
- 1977 год — заканчивается строительство и торжественно открывается Баднерландхалле (нем. Badnerlandhalle), расположенный на Нойройтерплац (нем. Neureuterplatz), которая должна была стать «Новым центром» на восточном краю старого Нойройта
- 1985 год — после реконструкции и ремонта бассейн Халленбад переименовывается в Адольф-Эрманн-бад (нем. Adolf-Ehrmann-Bad)
- 2006 год — открытие трамвайной линии №3

## Школы
В районе Нойройт расположены следующие учебные учреждения:
- Вальдшулле (начальная школа)
- Зюдшулле (средняя школа)
- Нордшулле (средняя школа)[2]
- Школьный центр Нойройта (средняя школа, неполная средняя школа, музыкальная школа, центр образования для взрослых)[3][4]

- Хардтвальдшулле (школа для умственно отсталых)

## Спортивные клубы
- Шотокан — каратэ клуб Нойройта
- FV Фортуна Кирхфельд 1949
- Футбольный клуб «Нойройт 08» (FC Neureut 08)[5]
- Футбольный клуб Германия-Нойройт 07
- Волейбольный клуб Нойройта (Volleyball-Club Neureut e.V.), основанный в декабре 2002[6]
- TG Neureut
- SSV Neureut (Ассоциация бильярда и массового спорта)
- TuS Neureut
- TTC Karlsruhe-Neureut — Союз настольного тенниса был по-новому основан в 2000 и играет в 1-й бундеслиге[7]
- TC Neureut

## Церкви
- Римско-католическая церковь, архиепископат Фрайбурга
  - Св. Иуды Таддея в Новом центре, с выдающейся архитектурой (арх. Оттокар Уль)
  - Св. Генрих и Кунигунды в Кирхфельде
- Евангелическая церковь Бадена, Нойройт также был включён в Баденский церковный район вместе с Карлсруэ
  - Община Нойройт-норд с большой церковью в неоготическом стиле
  - Община Нойройт-зюд с церковью вальденсов
  - Община Нойронт-кирхфельд с лютеранским домом молитвы
- Свободная евангелическая община Германии, общинный центр в Хайде
- Новоапостольская церковь в новом центре